# التبت تحت حكم سلالة يوان
حكمت سلالة يوان منطقة التبت منذ عام 1270 وحتى 1354 تقريبًا. كانت منطقة التبت خاضعة لحكم سلالة يوان المغولية المنشقة عن الإمبراطورية المغولية من ناحية تنظيمية وعسكرية وإدارية خلال تلك الفترة. وفي تاريخ التبت، ترسخ الحكم المغولي بعد تولي ساكيا بانديتا زمام الأمور في التبت من المغول في عام 1244 عقب غزو المغول للتبت عام 1240 بقيادة القائد المغولي غودان خان. سُميت تلك المملكة أيضًا باسم سلالة ساكيا نسبةً إلى مدرسة ساكيا في البوذية التبتية.
حظيت تلك المنطقة بقدر من الاستقلال الذاتي في ظل عهد اللاما البوذي الذي كان الزعيم الشرعي للتبت والقائد الروحي للإمبراطورية المغولية. ورغم ذلك ظل الحكم الإداري والعسكري تحت إشراف وكالة يوان الحكومية التي عُرفت بمكتوب الشئون البوذية والتبتية، وبذلك اعتبرت منطقة التبت تقسيمًا إداريًا منفصلًا عن بقية المقاطعات ولكنها كانت تتبع إدارة مملكة يوان. حظيت التبت بسلطة اسمية على الشئون الدينية والسياسية، بينما تولى المغول حكم تلك المنطقة من ناحية إدارية وتنظيمية، ولمامًا ما كان التدخل العسكري ضروريًا لحفظ السلم. اتخذت حكومة التبت هذا الشكل الثنائي في ظل حكم إمبراطور مملكة يوان، وفي أغلب الأوقات كانت الكفة ترجح لصالح المغول. ومن بين مهام حكومة المغول هو اختيار حاكم للمنطقة من بين أولئك الذين يعينهم اللاما، ومن ثم يوافق عليه الإمبراطور المغولي في بكين.

## تاريخ

### غزو التبت
غزت الإمبراطورية المغولية منطقة التبت قبل تأسيس سلالة يوان الحاكمة. قام المغول بالغزو الأول للتبت بقيادة غودان حفيد جنكيز خان وابن أوقطاي خان. بينما أدى الغزو الثاني بقيادة مونكو خان إلى سقوط المنطقة بأكملها في يد المغول. ضم قوبلاي خان تلك المنطقة إلى مملكة يوان لاحقًا، ولكنه ترك النظام القضائي القائم كما هو دون تغيير. أصبح اللاما البوذي دروغون فاغبا المعلم الديني لقوبلاي خان الذي عينه لاحقًا زعيمًا للتبت.

### حكم مملكة يوان
رغم أن مملكة يوان كانت تحكم منطقة التبت إداريًا، إلا أن الباحثين اختلفوا في طبيعة ذلك الحكم: إذ تقول عدة مصادر مختلفة أن كانت منطقة التبت خاضعة لمملكة يوان مباشرةً أو بشكل غير مباشر أو أنها كانت منطقة مستقلة بذاتها منفصلة عن بقية مملكة يوان. ويمكن تشبيه علاقة التبت بمملكة يوان بعلاقة الإمبراطورية البريطانية بالراج البريطاني في الهند في عصر الاستعمار.
وُصفت فترة حكم يوان في كتاب السجلات المغولية «عشرة قوانين تستحق الثناء» الذي وصف حكومة التبت باعتبارها مكونة من جزئين: جزء قائم على الدين، وجزء قائم على أساس علماني. اللاما البوذي هو المسؤول عن الجزء الديني، وإمبراطوروإمبراطور مملكة يوان مسؤول عن الجزء العلماني. أصبح الدين والدولة معتمدين على بعضهم بعضًا، وكلاهما له وظائفه الخاصة، ولكن إرادة الإمبراطور كانت لها اليد العليا دائمًا.
حظي اللامات التبتيين بنفوذ كبير في العشائر المغولية المختلفة بحكم معرفتهم بالحكام المغول. فبجانب قوبلاي خان، كانت خطوط النفوذ واضحةً بين أجزاء التبت المتناثرة والدولة الإلخانية المتمركزة في فارس. كان نجاح قوبلاي خان في خلافة مونكو خان باعتباره الخان العظيم يعني أن اللاما فاغبا وعائلة ساكيا ستحظى بنفوذ أكبر. أصبح فاغبا زعيم جميع الكهنة البوذيين في عصر مملكة يوان. حظيت التبت كذلك بقدر كبير من الاستقلال الذاتي لم تحظى بمثله مقاطعات مملكة يوان الأخرى، إلا أن المغول قاموا بحملات عسكرية جديدة في التبت في عام 1267 و1277 و1281 و1290.